# Баранович, Дмитрий Яковлевич
Дми́трий Я́ковлевич Барано́вич (1869—1937) — член III Государственной думы от Волынской губернии, священник.

## Биография

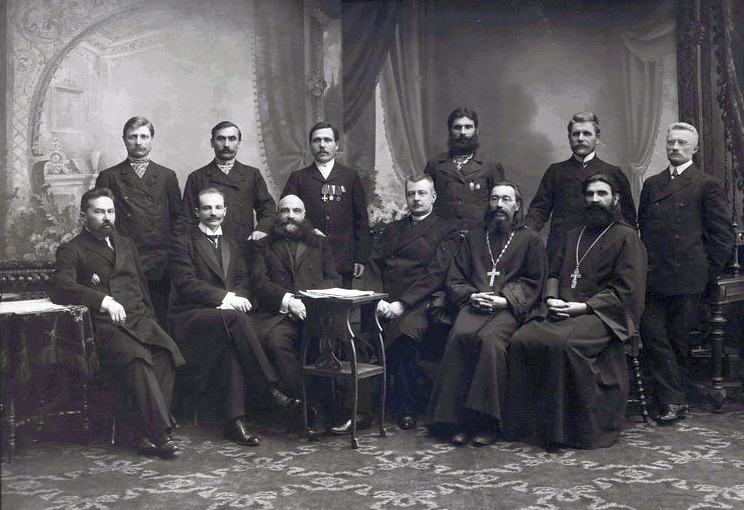
Депутаты Государственной думы Российской империи III созыва от Волынской губернии. Стоят: Клименко Т. И., Андрейчук М. С., Никитюк Я. С., Данилюк Я. Г., Герасименко Е. В., Березовский П. В.; сидят: Клопотович В. Ф., Шульгин В. В., Беляев Г. Н., Волконский В. В., Кириллович Д. Ф., Баранович Д. Я.

Сын сельского священника. Имел 52¾ десятины церковной земли.
Окончил Кременецкое духовное училище (1884) и Волынскую духовную семинарию по 1-му разряду (1890).
По окончании духовной семинарии был надзирателем, а затем учителем приготовительных классов в Клеванском духовном училище, а с 1902 года — учителем пения в Киевской духовной семинарии.
В 1903 году был рукоположён в священники села Суемцы Новоград-Волынского уезда. В 1905 году вступил в Союз русского народа.
В 1907 году был избран членом III Государственной Думы от Волынской губернии. Входил во фракцию правых. Состоял членом комиссий: по исполнению государственной росписи доходов и расходов, о торговле и промышленности.
В годы Первой мировой войны выступал с проповедями патриотического характера.
После Октябрьской революции продолжал служить священником в Суемцах, вплоть до закрытия церкви в 1935 году. В декабре 1917 года баллотировался в Украинское учредительное собрание от Волынской губернии по списку «от православных приходов и хлеборобов», который возглавляли В. В. Шульгин и Я. В. Глинка.
31 июля 1937 года был арестован. В справке-характеристике, выданной Суемецким сельсоветом, утверждалось, что Баранович занимался агитацией против советской власти, выступал против колхозов и собирал подписи за открытие церкви. Был обвинён по статье 54-10 УК УССР «как участник контрреволюционной группы церковников, глубокий националист-монархист». 25 октября 1937 года приговорён к расстрелу тройкой УНКВД по Житомирской области. Расстрелян 29 октября того же года в Житомире.